# Феоктистов Костянтин Петрович
Костянтин Петрович Феоктистов (рос. Константин Петрович Феоктистов; 7 лютого 1926, Воронеж, СРСР — 21 листопада 2009, Москва, Росія) — льотчик-космонавт СРСР (1964), Герой Радянського Союзу (1964), доктор технічних наук (1967), професор (1969). Член першого екіпажу з трьох чоловік в історії освоєння космосу (разом з Борисом Єгоровим і Володимиром Комаровим), який 12-13 жовтня 1964 здійснив політ на першому апараті нової серії «Восход» (вперше — без скафандрів).
Брав участь у Німецько-радянській війні 1941—1945 років. У 1949 закінчив МВТУ ім. Баумана. Працював у різних науково-дослідних організаціях. З 1964 в загоні космонавтів.
К. П. Феоктистов був першим цивільним космонавтом і єдиним в історії радянської космонавтики безпартійним, хто здійснив космічний політ.
К. П. Феоктистов був першим конструктором космічних кораблів, який випробував своє дітище «в роботі».

## Життєпис
Народився 7 лютого 1926 року в Воронежі, де пройшло його дитинство і де він пішов до середньої школи. Навчання перервала Німецько-радянська війна. Шістнадцятирічний юнак пішов на фронт, був розвідником військової частини. У 1942 році під час виконання одного з бойових завдань він був схоплений і розстріляний. На щастя, рана виявилася не смертельною, після пострілів Костя впав і знепритомнів. Його прийняли за мертвого і добивати не стали, а кинули разом з іншими розстріляними лежати на снігу. Вночі він прокинувся і поповз з місця розстрілу. Вилікувався і, після визволення Воронежа від окупації, продовжив навчання в середній школі.
Закінчивши школу, вступив в Московське вище технічне училище імені М. Е. Баумана, яке успішно закінчив у 1949 році. Ще в студентські роки почалося формування Феоктистова як вченого і конструктора. Він активно працював у студентському науковому товаристві, брав участь у студентських конструкторських розробках. В інституті зачитувався роботами К. Е. Ціолковського, слухав лекції С. П. Корольова і мріяв про космос. Тому цілком логічним був його вибір місця майбутньої роботи. Після закінчення інституту працював у НДІ-1 в групі М. К. Тихонравова.
У 1955 році М. К. Тихонравов перейшов на роботу в ОКБ-1 до С. П. Корольова. Незабаром після цього в ОКБ-1 перейшов і Феоктистов. З цього моменту починається його шлях конструктора космічних кораблів. Разом з іншими членами групи М. К. Тихонравова брав участь у розробці першого штучного супутника Землі. Один з творців космічних кораблів типу «Восход». Керував однією з груп конструкторів з розробки важкого міжпланетного корабля. Після формування загону радянських космонавтів викладав у Центрі підготовки космонавтів, читав першим космонавтам курс лекцій про устрій космічного корабля «Восход».
Коли вперше постало питання про політ у космос інженера, Феоктистов запропонував свою кандидатуру. Це рішення зустріло потужну підтримку з боку С. П. Корольова, який надавав цьому польоту велике значення. С. П. Корольов вважав, що політ Феоктистова допоможе в майбутньому створювати нові зразки космічної техніки. Саме підтримка С. П. Корольова допомогла Феоктистову потрапити до загону космонавтів, спеціально для нього були знижені вимоги до здоров'я кандидата. У 1964 році був зарахований до загону космонавтів (1964 Група цивільних фахівців № 1). Пройшов повний курс загальнокосмічної підготовки.
12—13 жовтня 1964 здійснив політ у космос на космічному кораблі Восход-1 як науковий співробітник. Проводив дослідження оптичних характеристик меж атмосфери, а головне, проводив випробування нових приладів системи орієнтації, управління та контролю бортової апаратури. Політ космічного корабля тривав 1 добу 17 хвилин 3 секунди.
Після польоту продовжував працювати над новими космічними кораблями в ОКБ-1 (нині НВО «Енергія»). Провідний розробник космічних кораблів Союз, Союз Т, Союз ТМ, Прогрес, Прогрес-М, орбітальних станцій «Салют» (ДОС) і «Мир». У НВО «Енергія» пропрацював до 1990 року: заступник начальника відділу, заступник головного конструктора НВО «Енергія». З 1990 року викладає в Московському державному технічному університеті імені Баумана. Доктор технічних наук (1967). Професор (1969). Член-кореспондент Міжнародної академії астронавтики.
Автор книги «Науковий орбітальний комплекс».

## Відзнаки
Герой Радянського Союзу. Нагороджений орденом Леніна, двома орденами Трудового Червоного Прапора, орденом Вітчизняної війни I ступеня, медаллю «За перемогу над Німеччиною», іншими медалями, зокрема медаль «За освоєння цілинних земель» (1964). Має звання Герой Праці Соціалістичної Республіки В'єтнам. Нагороджений золотою медаллю імені К. Е. Ціолковського АН СРСР, золотою медаллю «Космос» та медаллю де Лаво (FAI). Лауреат Ленінської премії (1966). Лауреат Державної премії (1976).
Почесний громадянин міста Калуга (Росія).
Ім'ям Феоктистова названий кратер на зворотному боці Місяця.